# Digital Selective Calling
DSC (Digital Selective Calling) gebruikt digitale informatie in plaats van analoge (spraak) om informatie tussen radio’s over te brengen. Dit geeft belangrijke voordelen zoals een grotere overdracht van data en selectief zenden en ontvangen tussen stations (selectief oproepen). Het bereik neemt eveneens toe (met ongeveer 15%). 
DSC is voornamelijk ontworpen voor schip naar schip, schip naar wal en wal naar schip radiotelefonie- en radio-telexverbindingen. Men kan ook oproepen naar individuele schepen of een groep schepen. DSC-noodoproepen, bestaande uit vooraf opgestelde boodschappen, worden gebruikt om noodoproepen in te leiden. Informatie als positie en tijd van de noodoproep worden automatisch meegezonden. Bij volledig aanwenden van DSC wordt beluisteren van de noodkanalen in VHF (kanaal 16 156.8MHz) en 2182kHz overbodig (is ook niet meer verplicht sinds 1999 voor 2182kHz en 2005 voor kanaal 16).
Een DSC-controller is een toestel dat DSC-boodschappen codeert en interpreteert. In sommige radio’s is het ingebouwd, bij andere is het een extra module. DSC-controllers bieden de mogelijkheid een ander schip of noodcentrum direct op te roepen en een gesprekskanaal te openen. De werking is meer als een oproepsysteem (pager) waarop de ontvanger reageert met verschillende geluidsignalen voor gewone of noodoproepen. De belangrijkste toepassing is de mogelijkheid een digitaal noodsignaal uit te sturen naar alle ontvangers binnen bereik door het indrukken van een rode noodknop.  
Het GMDSS (Global Maritime Distress and Safety System) maakt gebruik van DSC.
De category van een dsc-bericht bepaalt de mate van voorrang
1. distress = noodbericht = MAYDAY
2. urgency = spoedbericht = PANPAN
3. safety = veiligheidsbericht = SECURITE
4. routine = normale berichten
5. business = zakelijke berichten

De format bepaalt aan wie de boodschap gericht is
1. all ships
2. g.area
3. group
4. individual